# 16 Piscium
16 Piscium är en gulvit stjärna i huvudserien i stjärnbilden  Fiskarna. 
16 Psc har visuell magnitud +5,68 och synlig för blotta ögat någorlunda god seeing. Den befinner sig på ett avstånd av ungefär 100 ljusår.